# Hermersberg
Hermersberg là một đô thị ở huyện Südwestpfalz, bang Rhineland-Palatinate, phía tây Đức. Đô thị này nằm ở rìa tây của rừng Palatinate, cự ly khoảng 15 km về phía đông bắc Pirmasens, trên đỉnh Sickinger Höhe.
```
69% dân số Hermersberg là 
Công giáo
, 23% là 
Tin lành
;
[
2
]
 sự biến động dân số từ năm 1800.
[
3
]
 Từ năm 1970, dân số giảm chậm.
[
4
]
```

Biến động dân số (từ năm 1800):
| Năm    | 1800 | 1815 | 1835 | 1871 | 1905  | 1925  | 1933  | 1939  | 1950  | 1961  | 1970  | 1980  | 1990  | 2000  | 2006  |
| Dân số | 239  | 435  | 611  | 794  | 1.096 | 1.211 | 1.343 | 1.459 | 1.556 | 1.755 | 1.932 | 1.877 | 1.830 | 1.813 | 1.740 |